# Verenigde Staten op de Olympische Winterspelen 2014
De Verenigde Staten was een van de landen die deelnam aan de Olympische Winterspelen 2014 in Sotsji, Rusland.

## Medailleoverzicht
| Sport          | Olympiër | Onderdeel          | Medaille |
| -------------- | --- | ------------------ | -------- |
| Alpineskiën    | Ted Ligety | Reuzenslalom (m)   | Goud     |
| Alpineskiën    | Mikaela Shiffrin                                                                                                 | Slalom             | Goud     |
| Freestyleskiën | Joss Christensen                                                                                                 | Slopestyle         | Goud     |
| Freestyleskiën | David Wise | Halfpipe (m)       | Goud     |
| Freestyleskiën | Maddie Bowman | Halfpipe (v)       | Goud     |
| Kunstrijden    | Meryl Davis Charlie White                                                                                        | IJsdansen          | Goud     |
| Snowboarden    | Sage Kotsenburg                                                                                                  | Slopestyle (m)     | Goud     |
| Snowboarden    | Jamie Anderson                                                                                                   | Slopestyle (v)     | Goud     |
| Snowboarden    | Kaitlyn Farrington                                                                                               | Halfpipe (v)       | Goud     |
| Alpineskiën    | Andrew Weibrecht                                                                                                 | Super G (m)        | Zilver   |
| Bobsleeën      | Elana Meyers Lauryn Williams                                                                                     | Tweemansbob (v)    | Zilver   |
| Freestyleskiën | Devin Logan | Slopestyle (v)     | Zilver   |
| Freestyleskiën | Gus Kenworthy | Slopestyle (m)     | Zilver   |
| Shorttrack     | Eddy Alvarez John Robert Celski Christopher Creveling Jordan Malone                                              | Relay (m)          | Zilver   |
| Skeleton       | Noelle Pikus-Pace                                                                                                | Vrouwen            | Zilver   |
| IJshockey      | Vrouwenteam | Vrouwen            | Zilver   |
| Alpineskiën    | Julia Mancuso | Combinatie (v)     | Brons    |
| Alpineskiën    | Bode Miller | Super G (m)        | Brons    |
| Bobsleeën      | Steven Holcomb Steven Langton                                                                                    | Tweemansbob        | Brons    |
| Bobsleeën      | Steven Holcomb Curtis Tomasevicz Steven Langton Christopher Fogt                                                 | Viermansbob        | Brons    |
| Bobsleeën      | Jamie Greubel Aja Evans                                                                                          | Tweemansbob (v)    | Brons    |
| Freestyleskiën | Nick Goepper | Slopestyle (m)     | Brons    |
| Freestyleskiën | Hannah Kearney                                                                                                   | Moguls (v)         | Brons    |
| Kunstrijden    | Jeremy Abbott Jason Brown Ashley Wagner Gracie Gold Marissa Castelli / Simon Shnapir Meryl Davis / Charlie White | Landenteam         | Brons    |
| Rodelen        | Erin Hamlin | Vrouwen            | Brons    |
| Skeleton       | Matthew Antoine                                                                                                  | Mannen             | Brons    |
| Snowboarden    | Kelly Clark | Halfpipe (v)       | Brons    |
| Snowboarden    | Alex Deibold | Snowboardcross (m) | Brons    |

## Deelnemers en resultaten
Het overzicht van de deelnemers en resultaat per sport volgt.
 (m) = mannen, (v) = vrouwen 

### Alpineskiën
Mannen
| Olympiër         | Onderdeel    | Resultaat | Prestatie                                                           |
| ---------------- | ------------ | --------- | ------------------------------------------------------------------- |
| David Chodounsky | Slalom       | DNF-1     | 1e run: niet gefinisht                                              |
| Travis Ganong    | Afdaling     | 5e        | 2.06,64 (+0,41)                                                     |
| Travis Ganong    | Super G      | 23e       | 1.20,02 (+1,88)                                                     |
| Jared Goldberg   | Combinatie   | 11e       | afdaling: 1.54,90 (15e) slalom: 52,39 (10e) totaal: 2.47,29 (+2,09) |
| Jared Goldberg   | Reuzenslalom | 19e       | 1e run: 1.23,66 (27e) 2e run: 1.23,82 (6e) totaal: 2.47,48 (+2,19)  |
| Tim Jitloff      | Reuzenslalom | 15e       | 1e run: 1.23,23 (21e) 2e run: 1.23,90 (8e) totaal: 2.47,13 (+1,84)  |
| Nolan Kasper     | Slalom       | 13e       | 1e run: 48,70 (18e) 2e run: 55,52 (10e) totaal: 1.44,22 (+2,38)     |
| Ted Ligety       | Combinatie   | 12e       | afdaling: 1.55,17 (18e) slalom: 52,22 (8e) totaal: 2.47,39 (+2,19)  |
| Ted Ligety       | Reuzenslalom | Goud      | 1e run: 1.21,08 (1e) 2e run: 1.24,21 (14e) totaal: 2.45,29          |
| Ted Ligety       | Slalom       | DNF-2     | 1e run: 47,56 (6e) 2e run: niet gefinisht                           |
| Ted Ligety       | Super G      | 14e       | 1.19,48 (+1,34)                                                     |
| Bode Miller      | Combinatie   | 6e        | afdaling: 1.54,67 (12e) slalom: 51,93 (7e) totaal: 2.46,60 (+1,40)  |
| Bode Miller      | Afdaling     | 8e        | 2.06,75 (+0,52)                                                     |
| Bode Miller      | Reuzenslalom | 20e       | 1e run: 1.23,64 (26e) 2e run: 1.24,18 (13e) totaal: 2.47,82 (+2,53) |
| Bode Miller      | Super G      | Brons     | 1.18,67 (+0,53)                                                     |
| Steven Nyman     | Afdaling     | 27e       | 2.09,15 (+2,92)                                                     |
| Marco Sullivan   | Afdaling     | 30e       | 2.10,10 (+3,87)                                                     |
| Andrew Weibrecht | Combinatie   | DNF       | afdaling: 1.55,33 (20e) slalom: niet gefinisht                      |
| Andrew Weibrecht | Super G      | Zilver    | 1.18,44 (+0,30)                                                     |

Vrouwen
| Olympiër         | Onderdeel        | Resultaat | Prestatie                                                           |
| ---------------- | ---------------- | --------- | ------------------------------------------------------------------- |
| Stacey Cook      | combinatie (v)   | DNF       | afdaling: niet gefinisht                                            |
| Stacey Cook      | afdaling (v)     | 17e       | 1.43,05 (+1,48)                                                     |
| Stacey Cook      | super G (v)      | DNF       | niet gefinisht                                                      |
| Julia Ford       | slalom (v)       | 24e       | 1e run: 58,88 (30e) 2e run: 53,99 (24e) totaal: 1.52,87 (+8,33)     |
| Julia Mancuso    | combinatie (v)   | Brons     | afdaling: 1.42,68 (1e) slalom: 52,47 (13e) totaal: 2.35,15 (+0,53)  |
| Julia Mancuso    | afdaling (v)     | 8e        | 1.42,56 (+0,99)                                                     |
| Julia Mancuso    | reuzenslalom (v) | DNF-1     | 1e run: niet gefinisht                                              |
| Julia Mancuso    | super G (v)      | 8e        | 1.27,04 (+1,52)                                                     |
| Megan McJames    | reuzenslalom (v) | 30e       | 1e run: 1.22,77 (33e) 2e run: 1.21,60 (30e) totaal: 2.44,37 (+7,50) |
| Megan McJames    | slalom (v)       | DNF-1     | 1e run: niet gefinisht                                              |
| Laurenne Ross    | combinatie (v)   | DNF       | afdaling: niet gefinisht                                            |
| Laurenne Ross    | afdaling (v)     | 11e       | 1.42,68 (+1,11)                                                     |
| Laurenne Ross    | super G (v)      | DNF       | niet gefinisht                                                      |
| Mikaela Shiffrin | reuzenslalom (v) | 5e        | 1e run: 1.18,79 (5e) 2e run: 1.18,58 (6e) totaal: 2.37,37 (+0,50)   |
| Mikaela Shiffrin | slalom (v)       | Goud      | 1e run: 52,62 (1e) 2e run: 51,92 (6e) totaal: 1.44,54               |
| Leanne Smith     | combinatie (v)   | DNF       | afdaling: 1.45,06 (20e) slalom: niet gefinisht                      |
| Leanne Smith     | super G (v)      | 18e       | 1.28,38 (+2,86)                                                     |
| Resi Stiegler    | reuzenslalom (v) | 29e       | 1e run: 1.22,69 (32e) 2e run: 1.21,38 (29e) totaal: 2.44,07 (+7,20) |
| Resi Stiegler    | slalom (v)       | DNF-2     | 1e run: 56,81 (20e) 2e run: niet gefinisht                          |
| Jacqueline Wiles | afdaling (v)     | 26e       | 1.44,35 (+2,78)                                                     |

### Biatlon
Mannen
| Olympiër                                                 | Onderdeel         | Resultaat | Prestatie |
| -------------------------------------------------------- | ----------------- | --------- | --- |
| Lowell Bailey                                            | individueel (m)   | 8e        | 50.57,4 (+1.25,7) pen.: 1 (0 + 1 + 0 + 0) |
| Lowell Bailey                                            | sprint (m)        | 35e       | 26.04,1 (+1.30,6) pen.: 2 (1 + 1) |
| Lowell Bailey                                            | achtervolging (m) | 38e       | 36.34,8 (+2.46,2) pen.: 3 (0 + 1 + 1 + 1) |
| Lowell Bailey                                            | massastart (m)    | 23e       | 45.19,2 (+2.50,1) pen.: 5 (2 + 1 + 1 + 1) |
| Tim Burke                                                | individueel (m)   | 44e       | 54.21,2 (+4.49,5) pen.: 4 (0 + 2 + 0 + 2) |
| Tim Burke                                                | sprint (m)        | 19e       | 25.23,3 (+49,8) pen.: 1 (0 + 1) |
| Tim Burke                                                | achtervolging (m) | 22e       | 35.37,0 (+1.48,4) pen.: 2 (1 + 0 + 0 + 1) |
| Tim Burke                                                | massastart (m)    | 21e       | 44.55,9 (+2.26,8) pen.: 4 (2 + 0 + 2 + 0) |
| Russell Currier                                          | individueel (m)   | 50e       | 55.07,5 (+5.35,8) pen.: 4 (2 + 2 + 0 + 0) |
| Russell Currier                                          | sprint (m)        | 61e       | 26.58,5 (+2.25,0) pen.: 4 (4 + 0) |
| Leif Nordgren                                            | individueel (m)   | 83e       | 58.47,6 (+9.15,9) pen.: 6 (1 + 0 + 5 + 0) |
| Leif Nordgren                                            | sprint (m)        | 45e       | 26.17,4 (+1.43,9) pen.: 0 (0 + 0) |
| Leif Nordgren                                            | achtervolging (m) | 53e       | 39.31,4 (+5.42,8) pen.: 7 (3 + 2 + 1 + 1) |
| Lowell Bailey Russell Currier Sean Doherty Leif Nordgren | estafette (m)     | 16e       | totaal: 1:17.39,1 (+5.23,2) pen.: 3+12 17.20,7 (4e) (0+0 + 0+0) 20.11,3 (17e) (3+3 + 0+2) 19.37,3 (16e) (0+3 + 0+0) 20.29,8 (16e) (0+2 + 0+2) |

Vrouwen
| Olympiër                                                         | Onderdeel         | Resultaat | Prestatie |
| ---------------------------------------------------------------- | ----------------- | --------- | --- |
| Lanny Barnes                                                     | individueel (v)   | 64e       | 53.02,2 (+9.42,6) pen.: 3 (1 + 0 + 1 + 1)                                                                                                   |
| Annelies Cook                                                    | sprint (v)        | 53e       | 23.23,4 (+2.16,6) pen.: 2 (0 + 2) |
| Annelies Cook                                                    | achtervolging (v) | 54e       | 36.20,9 (+6.50,2) pen.: 5 (2 + 1 + 1 + 1)                                                                                                   |
| Susan Dunklee                                                    | individueel (v)   | 34e       | 48.54,1 (+5.34,5) pen.: 5 (1 + 1 + 2 + 1)                                                                                                   |
| Susan Dunklee                                                    | sprint (v)        | 14e       | 21.48,3 (+41,5) pen.: 1 (0 + 1) |
| Susan Dunklee                                                    | achtervolging (v) | 18e       | 31.11,6 (+1.40,9) pen.: 4 (0 + 1 + 0 + 3)                                                                                                   |
| Susan Dunklee                                                    | massastart (v)    | 11e       | 36.57,9 (+1.32,3) pen.: 3 (0 + 1 + 1 + 1)                                                                                                   |
| Hannah Dreissigacker                                             | individueel (v)   | 23e       | 47.51,7 (+4.32,1) pen.: 2 (1 + 0 + 0 + 1)                                                                                                   |
| Hannah Dreissigacker                                             | sprint (v)        | 65e       | 23.55,0 (+2.48,2) pen.: 4 (1 + 3) |
| Sara Studebaker                                                  | individueel (v)   | 55e       | 50.53,4 (+7.33,8) pen.: 4 (2 + 1 + 1 + 0)                                                                                                   |
| Sara Studebaker                                                  | sprint (v)        | 44e       | 22.59,5 (+1.52,7) pen.: 1 (1 + 0) |
| Sara Studebaker                                                  | achtervolging (v) | 51e       | 35.00,0 (+5.29,3) pen.: 5 (3 + 1 + 0 + 1)                                                                                                   |
| Susan Dunklee Hannah Dreissigacker Sara Studebaker Annelies Cook | estafette (v)     | 7e        | totaal: 1:12.14,2 (+2.11,7) pen.: 0+13 17.02,6 (4e) (0+2 + 0+1) 18.08,3 (10e) (0+3 + 0+3) 17.55,6 (6e) (0+0 + 0+0) 19.07,7 (9e) (0+2 + 0+2) |

Gemengd
| Olympiër                                                   | Onderdeel     | Resultaat | Prestatie |
| ---------------------------------------------------------- | ------------- | --------- | --- |
| Susan Dunklee Hannah Dreissigacker Tim Burke Lowell Bailey | estafette (g) | 8e        | totaal: 1:12.20,1 (+3.03,1) pen.: 1+13 16.02,5 (4e) (0+1 + 0+1) 17.55,5 (14e) (1+3 + 0+1) 19.02,9 (8e) (0+3 + 0+1) 19.19,2 (6e) (0+0 + 0+3) |

### Bobsleeën
| Olympiër                                                        | Onderdeel       | Resultaat | Prestatie |
| --------------------------------------------------------------- | --------------- | --------- | --------- |
| Cory Butner ?                                                   | Tweemansbob (m) |           |           |
| Nick Cunningham ?                                               | Tweemansbob (m) |           |           |
| Steven Holcomb ?                                                | Tweemansbob (m) |           |           |
| Nick Cunningham Christopher Fogt Johnny Quinn Dallas Robinson   | Viermansbob (m) |           |           |
| Steve Holcomb Christopher Fogt Steven Langton Curtis Tomasevicz | Viermansbob (m) |           |           |
|                                                                 |                 |           |           |
| Jazmine Fenlator Lolo Jones                                     | Tweemansbob (v) |           |           |
| Jamie Greubel Lauryn Williams                                   | Tweemansbob (v) |           |           |
| Elana Meyers Aja Evans                                          | Tweemansbob (v) |           |           |

### Curling
| Olympiër                                                                     | Onderdeel | Resultaat | Prestatie |
| ---------------------------------------------------------------------------- | --------- | --------- | --------- |
| Craig Brown Jeff Isaacson John Landsteiner John Shuster Jared Zezel          | Mannen    |           |           |
| Erika Brown Debbie McCormick Allison Pottinger Jessica Schultz Ann Swisshelm | Vrouwen   |           |           |

### Freestyleskiën
Mannen
| Olympiër            | Onderdeel  | Resultaat | Prestatie |
| ------------------- | ---------- | --------- | --- |
| Mac Bohonnon        | Aerials    | 5e        | kwalificatie 1: 11e; 104,79 ptn kwalificatie 2: 6e; 110,18 ptn finale 1: 7e; 105,21 ptn finale 2: 113,72 ptn |
| Aaron Blunck        | Halfpipe   |           | |
| Lyman Currier       | Halfpipe   |           | |
| David Wise          | Halfpipe   |           | |
| Torin Yater-Wallace | Halfpipe   |           | |
| Patrick Deneen      | Moguls     |           | |
| Bradley Wilson      | Moguls     |           | |
| John Teller         | Skicross   |           | |
| Bobby Brown         | Slopestyle | 9         | |
| Joss Christensen    | Slopestyle | Goud      | |
| Nick Goepper        | Slopestyle | Brons     | |
| Gus Kenworthy       | Slopestyle | Zilver    | |

Vrouwen
| Olympiër         | Onderdeel  | Resultaat | Prestatie |
| ---------------- | ---------- | --------- | --------- |
| Ashley Caldwell  | Aerials    |           |           |
| Emily Cook       | Aerials    |           |           |
| Maddie Bowman    | Halfpipe   |           |           |
| Annalisa Drew    | Halfpipe   |           |           |
| Brita Sigourney  | Halfpipe   |           |           |
| Angeli Vanlaanen | Halfpipe   |           |           |
| Hannah Kearney   | Moguls     | Brons     |           |
| Heidi Kloser     | Moguls     |           |           |
| Heather McPhie   | Moguls     |           |           |
| Eliza Outtrim    | Moguls     |           |           |
| Keri Herman      | Slopestyle | 10        |           |
| Julia Krass      | Slopestyle | 11        |           |
| Devin Logan      | Slopestyle | Zilver    |           |
| Maggie Voisin    | Slopestyle | dns       |           |

### Kunstrijden
| Olympiër | Onderdeel | Resultaat | Prestatie |
| --- | --------- | --------- | --- |
| Jeremy Abbott | Mannen    | 12e       | 232.70 (korte kür: 72.58, vrije kür: 160.12) |
| Jason Brown | Mannen    | 9e        | 238.37 (korte kür: 86.00, vrije kür: 152.37) |
| Polina Edmunds                                                                                                   | Vrouwen   | 9e        | 183.25 (korte kür: 61.04, vrije kür: 122.21) |
| Gracie Gold | Vrouwen   | 4e        | 205.53 (korte kür: 68.63, vrije kür: 136.90) |
| Ashley Wagner | Vrouwen   | 7e        | 193.20 (korte kür: 65.21, vrije kür: 127.99) |
| Felicia Zhang Nathan Bartholomay                                                                                 | Paren     | 12e       | 167.21 (korte kür: 56.90, vrije kür: 110.31) |
| Marissa Castelli Simon Shnapir                                                                                   | Paren     | 9e        | 187.82 (korte kür: 67.44, vrije kür: 120.28) |
| Madison Chock Evan Bates                                                                                         | IJsdansen | 8e        | 164.64 (korte kür: 65.47, vrije kur: 99.18) |
| Meryl Davis Charlie White                                                                                        | IJsdansen | Goud      | 195.52 (korte kür: 78.89, vrije kür: 116.63) |
| Maia Shibutani Alex Shibutani                                                                                    | IJsdansen | 9e        | 155.17 (korte kür: 64.47, vrije kür: 90.70) |
| Jeremy Abbott Jason Brown Ashley Wagner Gracie Gold Marissa Castelli / Simon Shnapir Meryl Davis / Charlie White | Team      | Brons     | 60 punten mannen - korte kur: 4 ptn. (65.65), vrije kur: 7 ptn. (153.67) vrouwen - korte kur: 7 ptn. (63.10), vrije kur: 9 ptn. (129.38) paren - korte kur: 6 ptn. (64.25), vrije kur: 7 ptn. (117.94) ijsdansen - korte kur: 10 ptn. (75.98), vrije kur: 10 ptn. (114.34) |

### Langlaufen
Mannen
| Olympiër        | Onderdeel  | Resultaat | Prestatie |
| --------------- | ---------- | --------- | --------- |
| Erik Bjornsen   |            |           |           |
| Kris Freeman    |            |           |           |
| Brian Gregg     |            |           |           |
| Simeon Hamilton |            |           |           |
| Noah Hoffmann   |            |           |           |
| Torin Koos      |            |           |           |
| Andrew Newell   |            |           |           |
| [[]]            | Teamsprint |           |           |
| [[]]            | Estafette  |           |           |

Vrouwen
| Olympiër          | Onderdeel  | Resultaat | Prestatie |
| ----------------- | ---------- | --------- | --------- |
| Sadie Bjornsen    |            |           |           |
| Holly Brooks      |            |           |           |
| Sophie Caldwell   |            |           |           |
| Jessica Diggins   |            |           |           |
| Kikkan Randall    |            |           |           |
| Ida Sargent       |            |           |           |
| Elizabeth Stephen |            |           |           |
| [[]]              | Teamsprint |           |           |
| [[]]              | Estafette  |           |           |

### Noordse combinatie
| Olympiër        | Onderdeel                | Resultaat | Prestatie                                                               |
| --------------- | ------------------------ | --------- | ----------------------------------------------------------------------- |
| Bill Demong     | Gundersen normale schans | 24e       | schansspringen: 92,5 m - 108,2 p (31e; +1.33) langlaufen: 24.06,8 (21e) |
| Bill Demong     | Gundersen grote schans   | 31e       | schansspringen: 116,5 m - 94,5 p (38e; +2.18) langlaufen: 23.23,3 (25e) |
| Bryan Fletcher  | Gundersen normale schans | 26e       | schansspringen: 90,5 m - 105,6 p (41e; +1.44) langlaufen: 24.01,7 (19e) |
| Bryan Fletcher  | Gundersen grote schans   | 22e       | schansspringen: 121,5 m - 99,3 p (27e; +1.59) langlaufen: 22.53,3 (15e) |
| Taylor Fletcher | Gundersen normale schans | 33e       | schansspringen: 85,5 m - 92,9 p (46e; +2.34) langlaufen: 23.48,9 (11e)  |
| Taylor Fletcher | Gundersen grote schans   | 20e       | schansspringen: 115,5 m - 95,8 p (35e; +2.13) langlaufen: 22.31,6 (6e)  |
| Todd Lodwick    | Gundersen normale schans | DNS       | schansspringen: 92,5 m - 108,0 p (34e; +1.34) langlaufen: niet gestart  |
| Todd Lodwick    | Gundersen grote schans   | DNS       | schansspringen: 126,0 m - 98,8 p (30e; +2.01) langlaufen: niet gestart  |
| [[]]            | Team                     |           |                                                                         |

### Rodelen
| Olympiër                         | Onderdeel | Resultaat | Prestatie |
| -------------------------------- | --------- | --------- | --------- |
| Aidan Kelly                      | Mannen    |           |           |
| Chris Mazdzer                    | Mannen    |           |           |
| Tucker West                      | Mannen    |           |           |
| Summer Britcher                  | Vrouwen   |           |           |
| Erin Hamlin                      | Vrouwen   |           |           |
| Kate Hansen                      | Vrouwen   |           |           |
| Preston Griffall Matt Mortensen  | Dubbels   |           |           |
| Christian Niccum Jayson Terdiman | Dubbels   |           |           |
| [[]]                             | Estafette |           |           |

### Schaatsen
Mannen
| Olympiër                                           | Onderdeel            | Resultaat | Prestatie                                                              |
| -------------------------------------------------- | -------------------- | --------- | ---------------------------------------------------------------------- |
| Shani Davis                                        | 500 m                | 24e       | 70,98 (+1,67)                                                          |
| Shani Davis                                        | 1000 m               | 8e        | 1.09,12 (+0,73)                                                        |
| Shani Davis                                        | 1500 m               | 11e       | 1.45,98 (+0,98)                                                        |
| Tucker Fredricks                                   | 500 m                | 26e       | 70,99 (+1,68)                                                          |
| Jonathan Garcia                                    | 1000 m               | 28e       | 1.10,74 (+2,35)                                                        |
| Brian Hansen                                       | 500 m                | -         | niet gefinisht                                                         |
| Brian Hansen                                       | 1000 m               | 9e        | 1.09,21 (+0,82)                                                        |
| Brian Hansen                                       | 1500 m               | 7e        | 1.45,59 (+0,59)                                                        |
| Jonathan Kuck                                      | 1500 m               | 37e       | 1.50,19 (+5,19)                                                        |
| Jonathan Kuck                                      | 5000 m               | 19e       | 6.31,53 (+20,77)                                                       |
| Emery Lehman                                       | 5000 m               | 16e       | 6.29,94 (+19,18)                                                       |
| Emery Lehman                                       | 10.000 m             | 10e       | 13.28,67 (+44,22)                                                      |
| Joey Mantia                                        | 1000 m               | 15e       | 1.09,72 (+1,33)                                                        |
| Joey Mantia                                        | 1500 m               | 22e       | 1.48,01 (+3,01)                                                        |
| Patrick Meek                                       | 5000 m               | 20e       | 6.32,94 (22,18)                                                        |
| Patrick Meek                                       | 10.000 m             | 11e       | 13.28,72 (+44,27)                                                      |
| Mitchell Whitmore                                  | 500 m                | 27e       | 71,05 (+1,75)                                                          |
| Brian Hansen Jonathan Kuck Joey Mantia Shani Davis | Ploegenachtervolging | 7e        | KF: 3.46,82 (verloor van Canada) D-finale: 3.46,50 (won van Frankrijk) |

Vrouwen
| Olympiër                                           | Onderdeel            | Resultaat | Prestatie                                                                  |
| -------------------------------------------------- | -------------------- | --------- | -------------------------------------------------------------------------- |
| Brittany Bowe                                      | 500 m                | 13e       | 77,19 (+2,49)                                                              |
| Brittany Bowe                                      | 1000 m               | 8e        | 1.15,47 (+1.45)                                                            |
| Brittany Bowe                                      | 1500 m               | 14e       | 1.58,31 (+4,80)                                                            |
| Lauren Cholewinski                                 | 500 m                | 15e       | 77,35 (+2,65)                                                              |
| Kelly Gunther                                      | 1000 m               | 33e       | 1.19,43 (+5.41)                                                            |
| Maria Lamb                                         | 5000 m               | 16e       | 7.29,64 (+38,10)                                                           |
| Heather Richardson                                 | 500 m                | 8e        | 75,75 (+1,05)                                                              |
| Heather Richardson                                 | 1000 m               | 7e        | 1.15,23 (+1,21)                                                            |
| Heather Richardson                                 | 1500 m               | 7e        | 1.57,60 (+4,09)                                                            |
| Anna Ringsred                                      | 3000 m               | 26e       | 4.21,51 (+21,17)                                                           |
| Jilleanne Rookard                                  | 3000 m               | 10e       | 4.10,02 (+9,68)                                                            |
| Jilleanne Rookard                                  | 5000 m               | 18e       | 1.59,15 (+5,64)                                                            |
| Sugar Todd                                         | 500 m                | 29e       | 78,53 (+3,83)                                                              |
| Sugar Todd                                         | 1000 m               | 32e       | 1.19,13 (+5.11)                                                            |
| Brittany Bowe Heather Richardson Jilleanne Rookard | Ploegenachtervolging | 6e        | KF: 3.02,21 (verloor van Nederland) C-finale: 3.03,77 (verloor van Canada) |

### Schansspringen
Mannen
| Olympiër       | Onderdeel      | Resultaat    | Prestatie                                                        |
| -------------- | -------------- | ------------ | ---------------------------------------------------------------- |
| Nick Alexander | Normale schans | 35e          | kwalificatie: 40e; 100,7 ptn (90,0 m) finale: 116,0 ptn (96,0 m) |
| Nick Fairall   | Normale schans | kwalificatie | kwalificatie: 50e; 77,3 ptn (80,5 m)                             |
| Peter Frenette | Normale schans | 45e          | kwalificatie: 35e; 105,3 ptn (93,0 m) finale: 107,2 ptn (91,5 m) |
| Anders Johnson | Normale schans | 47e          | kwalificatie: 26e; 107,9 ptn (92,5 m) finale: 104,2 ptn (92,0 m) |
| [[]]           | Team           |              |                                                                  |

Vrouwen
| Olympiër          | Onderdeel | Resultaat | Prestatie |
| ----------------- | --------- | --------- | --------- |
| Sarah Hendrickson | Vrouwen   |           |           |
| Jessica Jerome    | Vrouwen   |           |           |
| Lindsey Van       | Vrouwen   |           |           |

### Shorttrack
Mannen
| Olympiër              | Onderdeel | Resultaat | Prestatie |
| --------------------- | --------- | --------- | --------- |
| Eddy Alvarez          |           |           |           |
| Kyle Carr             |           |           |           |
| John Robert Celski    |           |           |           |
| Christopher Creveling |           |           |           |
| Jordan Malone         |           |           |           |
| [[]]                  | Relay     |           |           |

Vrouwen
| Olympiër      | Onderdeel | Resultaat | Prestatie |
| ------------- | --------- | --------- | --------- |
| Alyson Dudek  |           |           |           |
| Emily Scott   |           |           |           |
| Jessica Smith |           |           |           |

### Skeleton
| Olympiër          | Onderdeel | Resultaat | Prestatie                               |
| ----------------- | --------- | --------- | --------------------------------------- |
| Matthew Antoine   | Mannen    | Brons     | 3.47,26 (56,89 / 56,95 / 56,69 / 56,73) |
| John Daly         | Mannen    | 15e       | 3.49,11 (56,91 / 56,67 / 56,99 / 58,54) |
| Kyle Tress        | Mannen    | 21e       | 2.53,74 (57,85 / 58,13 / 57,76 / -)     |
|                   |           |           |                                         |
| Noelle Pikus-Pace | Vrouwen   | Zilver    | 3.53,86 (58,68 / 58,65 / 58,25 / 58,28) |
| Katie Uhlaender   | Vrouwen   | 4e        | 3.54,34 (58,83 / 58,75 / 58,41 / 58,35) |

### Snowboarden
Mannen
| Olympiër         | Onderdeel            | Resultaat | Prestatie |
| ---------------- | -------------------- | --------- | --------- |
| Greg Bretz       | Halfpipe             |           |           |
| Danny Davis      | Halfpipe             |           |           |
| Taylor Gold      | Halfpipe             |           |           |
| Shaun White      | Halfpipe             |           |           |
| Justin Reiter    | Parallelreuzenslalom |           |           |
| Justin Reiter    | Parallelslalom       |           |           |
| Nick Baumgartner | Snowboardcross       |           |           |
| Alex Deibold     | Snowboardcross       |           |           |
| Nate Holland     | Snowboardcross       |           |           |
| Trevor Jacob     | Snowboardcross       |           |           |
| Chas Guldemond   | Slopestyle           |           |           |
| Sage Kotsenburg  | Slopestyle           | Goud      |           |
| Ryan Stassel     | Slopestyle           |           |           |
| Shaun White      | Slopestyle           |           |           |

Vrouwen
| Olympiër             | Onderdeel      | Resultaat | Prestatie |
| -------------------- | -------------- | --------- | --------- |
| Kelly Clark          | Halfpipe       |           |           |
| Kaitlyn Farrington   | Halfpipe       |           |           |
| Arielle Gold         | Halfpipe       |           |           |
| Hannah Teter         | Halfpipe       |           |           |
| Faye Gulini          | Snowboardcross |           |           |
| Jacqueline Hernandez | Snowboardcross |           |           |
| Lindsey Jacobellis   | Snowboardcross |           |           |
| Jamie Anderson       | Slopestyle     | Goud      |           |
| Jessika Jensen       | Slopestyle     |           |           |
| Karly Shorr          | Slopestyle     |           |           |
| Ty Walker            | Slopestyle     |           |           |

### IJshockey
| Olympiër | Onderdeel | Resultaat | Prestatie |
| --- | --------- | --------- | --------- |
| David Backes Dustin Brown Ryan Callahan John Carlson Justin Faulk Cam Fowler Jimmy Howard Patrick Kane Ryan Kesler Phil Kessel Paul Martin Ryan McDonagh Ryan Miller Brooks Orpik T.J. Oshie Max Pacioretty Zach Parise Joe Pavelski Jonathan Quick Kevin Shattenkirk Paul Stastny Derek Stepan Ryan Suter James Van Riemsdyk Blake Wheeler | Mannen    |           |           |
| Kacey Bellamy Megan Bozek Alex Carpenter Julie Chu Kendall Coyne Brianna Decker Meghan Duggan Lyndsey Fry Amanda Kessel Hilary Knight Jocelyne Lamoureux Monique Lamoureux Gigi Marvin Brianne McLaughlin Michelle Picard Josephine Pucci Molly Schaus Anne Schleper Kelli Stack Lee Stecklein Jessie Vetter                                | Vrouwen   |           |           |